# (38645) 2000 OT3
2000 OT3 (asteroide 38645) é um asteroide da cintura principal. Possui uma excentricidade de 0.31416260 e uma inclinação de 4.78465º.
Este asteroide foi descoberto no dia 24 de julho de 2000 por LINEAR em Socorro.